# T. H. S. Walker

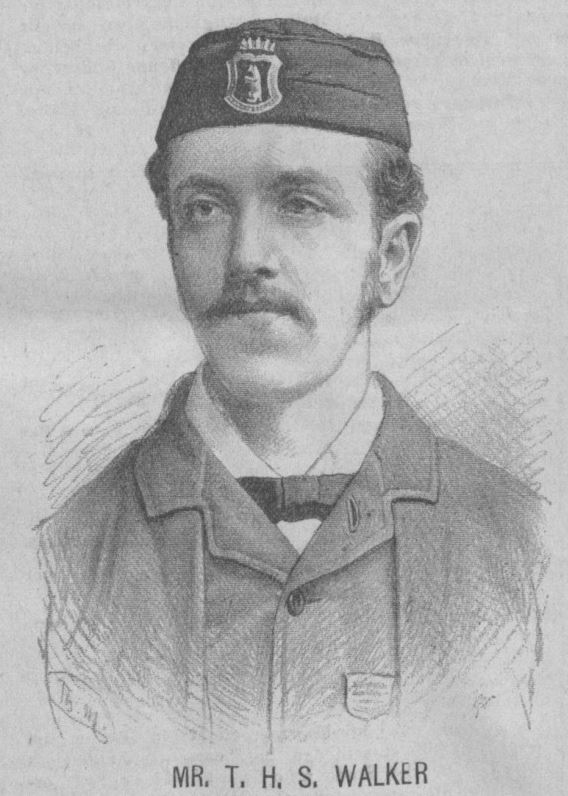
T. H. S. Walker (ca. 1880)

Thomas Henry Sumpter Walker, bekannt als T. H. S. Walker, (* 29. Juni 1855 in Cambridge; † 1. Mai 1936) war ein englischer Radrennfahrer, Radsportfunktionär und Journalist. Er gilt als der entscheidende Wegbereiter für den Radsport in Deutschland.

## Kaufmann, Radsportler und Vereinsgründer
1868 kaufte sich Thomas Walker sein erstes Fahrrad. Von 1869 bis 1872 besuchte er die renommierte Rugby School, wo er sich auch in anderen Sportarten betätigte. 1873 zog er nach Bad Godesberg und machte dort seinen Schulabschluss. Im Jahr darauf war er als Freiwilliger des 22nd Middlesex Rifle Volunteer Corps. aufgeführt. Als Vertreter der Howe Machine Company, die auch Fahrräder herstellte, ging er nach 1877 nach Berlin; später vertrat er die Firmen St. George's Engineering, Rudge sowie Quadrant Tricycle und betrieb gemeinsam mit einem Kompagnon namens Siemens ein Geschäft in der Berliner Zimmerstr. 87.
Ab 1881 bestritt und gewann Walker als Amateur – damals „Herrenfahrer“ genannt – zahlreiche Radrennen auf dem Hochrad in ganz Europa, darunter in Leipzig, Bremen, Nürnberg, Prag und London; ab Mitte der 1880er Jahre fuhr er auch Rennen auf dem Dreirad. 1882 gründete er den ersten Berliner Radsportverein Berlin Bicycle Club, der sich später in Erster Berliner Bicycle-Club umbenannte. Bis 1889 war er Vorsitzender dieses Vereins. Zudem setzte er sich verstärkt für die Gründung neuer Radsportvereine sowie eines deutschen Verbandes ein.
In Berlin initiierte Walker zudem den Verein für Velociped-Wettfahrten, dessen Zweck Bau und Betrieb einer Radrennbahn war, die 1882 an der Brückenallee eröffnet wurde. 1886 organisierte er den Kongress des Deutschen Radfahrer-Bundes (DRB) in Berlin sowie begleitende Rennen, bei denen zum ersten Mal der „Kaiserpreis“ ausgefahren und vom deutschen Meister Johannes Pundt gewonnen wurde. Er richtete erste Europameisterschaften, jährliche deutsche Meisterschaften sowie das Straßenrennen Berlin-Hamburg im Jahre 1889 aus, bei dem ebenfalls Pundt der Sieger war. Zudem unterhielt er als offizieller Vertreter Kontakte zu den Radsportverbänden anderer Länder.
Walker war ein strenger Verteidiger des Amateurstatus‘ von Radrennfahrern und führte 1882 in Deutschland nach englischem Vorbild Amateurregeln ein zu einem Zeitpunkt, als es dort noch gar keine Radsport-Profis gab. Gemäß diesen Regeln war er als Vertreter einer Fahrradfirma selbst gar kein Amateur, jedoch wurde diese Regelung – offensichtlich auf seine Anregung hin – später geändert, da sie nicht nur ihn, sondern zahlreiche weitere Kaufleute betraf.

## Journalist und Herausgeber
Ab August 1881 gab T. H. S. Walker, der in Radsportkreisen nur unter diesem Kürzel bekannt war, die erste deutsche Radsportzeitschrift Das Velociped heraus. Nach der Gründung des DRB 1884 wurde die Zeitschrift unter dem Titel Der Radfahrer dessen offizielles Organ. Walker, der perfektes Deutsch schrieb, war nicht nur Herausgeber, sondern arbeitete auch als Autor. Zudem gab er Bücher und Broschüren heraus, darunter 1888 das in drei Sprachen (Englisch, Deutsch, Französisch) gehaltene Buch The Art of Cycle Racing des englischen Autors George Lacy Hillier.
Als Publizist setzte sich Walker mit Pressekampagnen wie als Privatmann mit Gerichtsprozessen für die Verkehrsfreiheit für Radfahrer in Berlin ein, wo das Radfahren zeitweise ganz verboten und später nur auf wenigen Straßen erlaubt war.

## Rückkehr nach England
Ende der 1880er Jahre sah sich T. H. S. Walker als Engländer zunehmend fremdenfeindlichen Angriffen aus den Reihen einiger Radsportverbände ausgesetzt, trotz seiner Verdienste und obwohl er sich inzwischen um die deutsche Staatsangehörigkeit bemühte. Ende 1889, im Alter von 34 Jahren, gab er verbittert alle seine Posten und Tätigkeiten in Berlin auf und zog in sein Geburtsland zurück. Einer seiner Mitstreiter, Robert Höfer, schrieb: „T. H. S. Walker [...] hat sich endgültig aus der Fahrrad-Bewegung verabschiedet, verärgert von der Kurzsichtigkeit engstirniger Meinungen und Grundsätze, die in der deutschen Radsport-Bewegung beherrschend wurden.“
Über Walkers weiteren Werdegang ist nichts bekannt. Für 1924 ist seine Ankunft als Passagier der Majestic in New York City belegt. Danach lebte er zu dieser Zeit in Bristol. Im September 1936 suchte ein Londoner Notar per Anzeige in der London Gazette Erben von Walker, der zuletzt in Bromley lebte und offensichtlich keine näheren Angehörigen hatte.